# Phú Thọ
Phú Thọ là một tỉnh thuộc vùng Đông Bắc Bộ, Việt Nam.
Theo dữ liệu Sáp nhập tỉnh, thành Việt Nam 2025, Phú Thọ có diện tích là 9.361 km² (xếp thứ 15); dân số là 4.022.638 người (xếp thứ 11); GRDP năm 2024 đạt 354.578.739 triệu VNĐ (xếp thứ 6); thu ngân sách năm 2024 đạt 48.297.426 triệu VNĐ (xếp thứ 11); thu nhập bình quân đạt 57,91 triệu VNĐ/năm (xếp thứ 17).

## Địa lý
Tỉnh Phú Thọ có vị trí địa lý:
- Phía Đông giáp thủ đô Hà Nội và tỉnh Ninh Bình
- Phía Tây giáp tỉnh Lào Cai và tỉnh Sơn La
- Phía Nam giáp tỉnh Thanh Hóa
- Phía Bắc giáp tỉnh Thái Nguyên và tỉnh Tuyên Quang.

Đây là tỉnh nằm trong quy hoạch vùng thủ đô Hà Nội.
Thành phố Việt Trì là trung tâm hành chính, kinh tế chính trị văn hoá giáo dục của tỉnh, cách trung tâm thủ đô Hà Nội 80 km và sân bay quốc tế Nội Bài 50 km về phía Tây Bắc. Thành phố Việt Trì nằm đối diện với huyện Ba Vì, Hà Nội qua sông Hồng.

#### Các điểm cực của tỉnh Phú Thọ:
- Điểm cực Bắc tại: khu Đông Dương, xã Chí Đám.
- Điểm cực Nam tại: xóm Hổ, xã Yên Trị.
- Điểm cực Đông tại: xóm Ngọc Lâm, xã Lạc Thủy.
- Điểm cực Tây tại: thôn Mỹ Á, xã Thu Cúc.

## Lịch sử

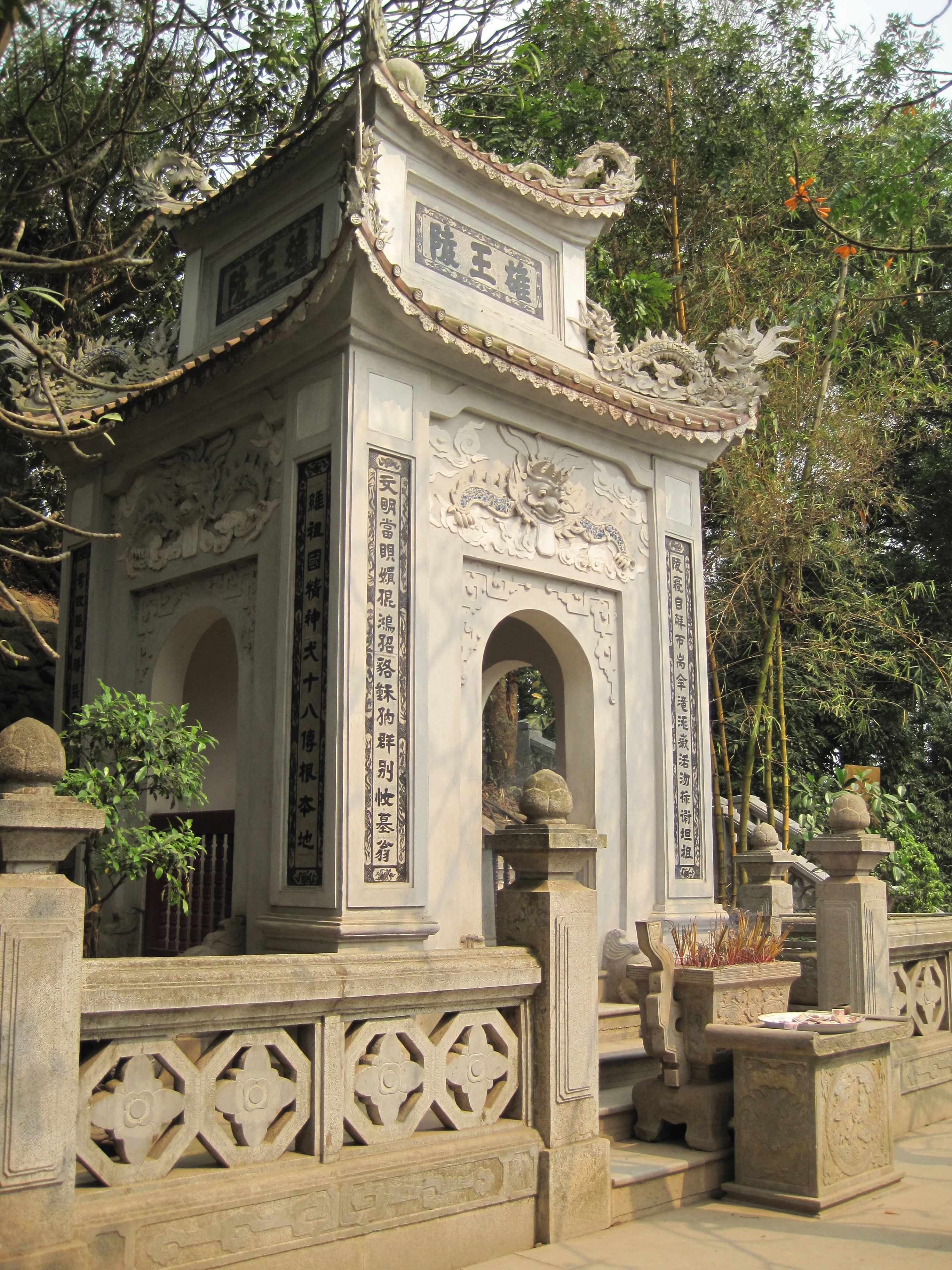
Lăng vua Hùng trên núi Nghĩa Lĩnh

Phú Thọ được coi là vùng Đất Tổ cội nguồn của dân tộc Việt Nam. Tương truyền tại nơi đây, các vua Hùng đã dựng nước nên nước Văn Lang - nhà nước đầu tiên của Việt Nam, với kinh đô là Phong Châu, tức vùng xung quanh thành phố Việt Trì ngày nay.
Thời Hùng Vương, nhà nước Văn Lang được chia thành 16 bộ, trong đó Phú Thọ thuộc bộ Văn Lang, trung tâm của nước Văn Lang.
Thời An Dương Vương với nhà nước Âu Lạc, Phú Thọ thuộc huyện Mê Linh.
Dưới thời Bắc thuộc (từ năm 111 trước Công nguyên đến thế kỷ thứ X), Phú Thọ thuộc quận Mê Linh, Tân Xương, Phong Châu.
Thời loạn 12 sứ quân, Phú Thọ là địa bàn chiếm đóng của 2 sứ quân Kiều Công Hãn và Kiều Thuận tại các căn cứ Hồi Hồ, Phong Châu.
Thời kỳ phong kiến độc lập nhà Lý, Trần, phân cấp hành chính của Việt Nam có sự thay đổi, chế độ quận, huyện thời Bắc thuộc được thay thế bằng các đạo (lộ, trấn, xứ, tỉnh), dưới đạo là các phủ, châu, huyện. Phú Thọ thuộc lộ Tam Giang.
Từ thời nhà Lê đến đầu triều nhà Nguyễn (1428 - 1891), phần lớn tỉnh Phú Thọ ngày nay thuộc tỉnh Sơn Tây trừ huyện Thanh Xuyên và huyện Yên Lập thuộc tỉnh Hưng Hóa (huyện Thanh Xuyên nay là 3 huyện Tân Sơn, Thanh Sơn và Thanh Thủy; huyện Yên Lập thuộc phủ Quy Hóa nay thuộc tỉnh Phú Thọ).
Năm Minh Mạng thứ 12 (1831), nhà vua đã tiến hành cải cách hành chính, đổi tất cả các trấn trong nước là tỉnh, phân lại địa giới các tỉnh (điều chuyển một số huyện từ tỉnh nọ sang tỉnh kia), chia tách một số huyện lớn... Theo đó, trong địa bàn tỉnh Sơn Tây đã điều chuyển như sau:
Điều chuyển huyện Từ Liêm về tỉnh Hà Nội;
Điều chuyển huyện Tam Nông về tỉnh Hưng Hóa để làm tỉnh lỵ (tỉnh Hưng Hóa khi đó bao gồm toàn bộ diện tích các tỉnh vùng tây bắc Việt Nam ngày nay).
Trong địa bàn tỉnh Hưng Hóa, năm 1833, tách huyện Thanh Xuyên phủ Gia Hưng thành hai huyện Thanh Sơn và Thanh Thủy.
Sau khi đánh chiếm Bắc Kỳ, hoàn thành việc xâm lược toàn bộ Việt Nam, thực dân Pháp lập ra các đạo quan binh, các quân khu, tiểu quân khu... để dễ dàng và chủ động đàn áp các phong trào kháng chiến. Theo đó, tỉnh Hưng Hóa với địa bàn rộng lớn ở vùng tây bắc Việt Nam đã được chia thành nhiều tiểu quân khu: tiểu quân khu Tuyên Quang, tiểu quân khu Lào Cai, tiểu quân khu Yên Bái, tiểu quân khu Vạn Bú; tiểu quân khu phụ Lai Châu (sau đổi thành các tỉnh dân sự Tuyên Quang, Yên Bái, Lào Cai, Sơn La, Lai Châu...).
Sau khi cắt đi 16 châu, 4 phủ và hai huyện Trấn Yên, Văn Chấn để thành lập các đạo quan binh, khu quân sự, tiểu quân khu, Toàn quyền Đông Dương đã điều chỉnh một số huyện của tỉnh Sơn Tây sang, cộng với các huyện còn lại để thành lập tỉnh Hưng Hóa mới.
Theo Điều I của Nghị định Toàn quyền Đông Dương ngày 8 tháng 9 năm 1891, tỉnh Hưng Hóa mới được thành lập gồm có:
- Các huyện Tam Nông, Thanh Thủy của tỉnh Hưng Hóa (huyện Thanh Thủy bỏ tổng Cự Thắng nhưng tăng thêm tổng Tinh Nhuệ của huyện Thanh Sơn).
- Các huyện Sơn Vi, Thanh Ba và Phù Ninh của phủ Lâm Thao, tỉnh Sơn Tây.

Như vậy tỉnh Hưng Hóa mới thành lập có 5 huyện và là tiền thân của tỉnh Phú Thọ sau này.
Ngày 9 tháng 12 năm 1892, Toàn quyền Đông Dương ra nghị định chuyển huyện Cẩm Khê nằm trong địa bàn tiểu quân khu Yên Bái về tỉnh Hưng Hóa mới; ngày 5 tháng 6 năm 1893, huyện Hạ Hòa tách khỏi tiểu quân khu Yên Bái nhập vào tỉnh Hưng Hóa mới (trước đó ngày 9 tháng 9 năm 1891, Toàn quyền Đông Dương đã điều chuyển huyện Cẩm Khê và huyện Hạ Hòa thuộc phủ Lâm Thao, tỉnh Sơn Tây về tiểu quân khu Yên Bái).
Tiếp đó ngày 17 tháng 7 năm 1895, hai châu Thanh Sơn và Yên Lập thuộc khu quân sự Đồn Vàng chuyển về tỉnh Hưng Hóa mới.
Ngày 24 tháng 8 năm 1895, hai huyện Hùng Quan và Ngọc Quan của phủ Đoan Hùng thuộc tiểu quân khu Tuyên Quang thuộc đạo quan binh 3 Yên Bái nhập vào tỉnh Hưng Hóa mới.
Năm 1900, thành lập thêm huyện Hạc Trì. Trong năm 1900, Hưng Hoá do P. Simoni làm Công sứ (1900 - 1903)

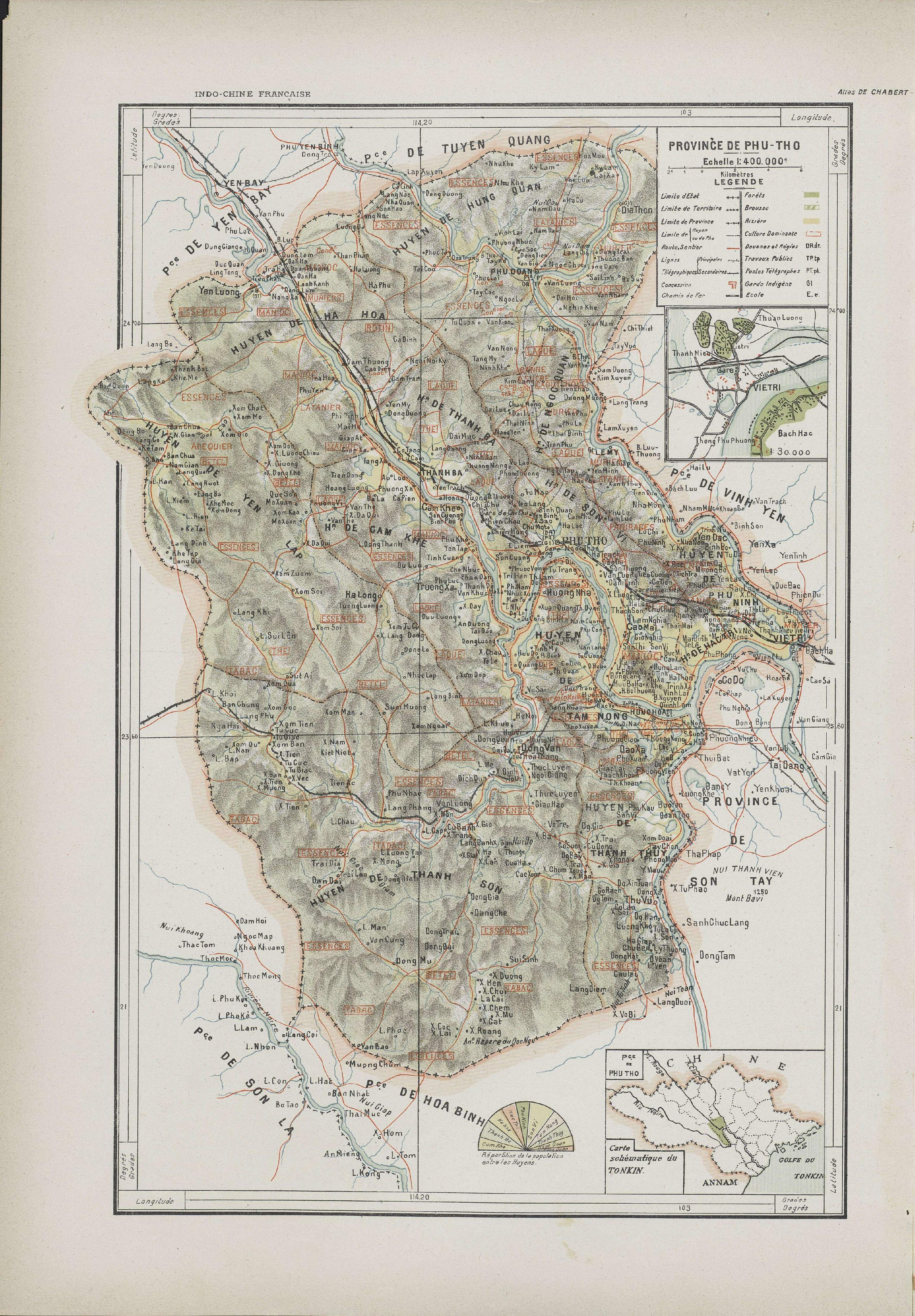
Bản đồ tỉnh Phú Thọ năm 1909

Ngày 5 tháng 5 năm 1903, Toàn quyền Đông Dương ký nghị định thành lập thị xã Phú Thọ trên cơ sở làng Phú Thọ thuộc tổng Yên Phú, huyện Sơn Vi. Khi đó thị xã Phú Thọ nằm ở vị trí trung tâm của tỉnh Hưng Hóa lại có sân bay, đường sắt sang Trung Quốc và nhà ga nên Toàn quyền Đông Dương Paul Doumer đã quyết định chuyển tỉnh lỵ của tỉnh Hưng Hóa (từ làng Trúc Phê huyện Tam Nông) lên thị xã Phú Thọ và đổi tên tỉnh Hưng Hóa thành tỉnh Phú Thọ, do Nicolas Auer làm Công sứ Pháp đầu tiên (1903 - 1907). Khi đó tỉnh Phú Thọ gồm có 2 phủ (Đoan Hùng, Lâm Thao), 8 huyện (Tam Nông, Thanh Thủy, Sơn Vi, Thanh Ba, Phù Ninh, Cẩm Khê, Hạ Hòa, Hạc Trì) và 2 châu (Thanh Sơn, Yên Lập).
Như vậy, ngày 8 tháng 9 năm 1891 được coi là ngày thành lập tỉnh Phú Thọ, còn ngày 5 tháng 5 năm 1903 chỉ là ngày thành lập thị xã Phú Thọ và ngày đổi từ tên tỉnh Hưng Hóa thành tỉnh Phú Thọ.
Từ năm 1903 đến Cách mạng tháng Tám năm 1945, về cơ bản là đơn vị hành chính trong tỉnh không có những thay đổi lớn, chỉ có thay đổi tên gọi một số huyện và thành lập một số làng xã mới.
Năm 1919, bỏ tên huyện Sơn Vi đổi gọi là phủ Lâm Thao. Cũng chính năm này hai huyện Hùng Quan và Ngọc Quan hợp nhất thành phủ Đoan Hùng.
Năm 1939, phủ Đoan Hùng chuyển gọi là châu Đoan Hùng. Cũng năm này huyện Thanh Ba đưa lên thành phủ Thanh Ba.
Đến năm 1940, tỉnh Phú Thọ bao gồm hai phủ: Lâm Thao, Thanh Ba; sáu huyện: Hạ Hòa, Cẩm Khê, Hạc Trì, Thanh Thủy, Tam Nông, Phù Ninh; ba châu: Thanh Sơn, Yên Lập, Đoan Hùng; hai thị xã: Phú Thọ, Việt Trì và một thị trấn Hưng Hóa. Toàn tỉnh có 66 tổng, 467 làng xã, 22 phố.
Sau Cách mạng tháng Tám, về mặt hành chính nhà nước Việt Nam thống nhất gọi các phủ, châu, huyện là huyện, bỏ cấp tổng và tiến hành hợp nhất các làng nhỏ thành xã. Năm 1946, tỉnh Phú Thọ từ 467 làng cũ hợp nhất thành 106 xã mới. Do có xã quá lớn nên giữa năm 1947, chính phủ lại chia tách một số xã, đưa số xã từ 106 lên 150 xã.
Cũng năm 1947, 5 huyện hữu ngạn sông Thao là Cẩm Khê, Tam Nông, Thanh Thủy, Thanh Sơn và Yên Lập sáp nhập vào khu 14 không thuộc tỉnh Phú Thọ. Đến tháng 2 năm 1948, khu 14 hợp nhất với khu 10 thành liên khu 10, 5 huyện hữu ngạn sông Thao lại trở về tỉnh Phú Thọ.
Ngày 22 tháng 7 năm 1957, thành lập thị xã Việt Trì - thị xã thứ hai của Phú Thọ, chỉ có 4 khu phố, 293 hộ người Kinh, 30 hộ Hoa kiều.
Ngày 4 tháng 6 năm 1962 thành phố Việt Trì được thành lập theo quyết định số 65 của Hội đồng Chính phủ. Từ đây Việt Trì trở thành tỉnh lị của Phú Thọ.
Ngày 26 tháng 1 năm 1968, Ủy ban thường vụ Quốc hội nước Việt Nam Dân chủ Cộng hòa ra nghị quyết số 504-NQ/TVQH về việc hợp nhất hai tỉnh Phú Thọ và Vĩnh Phúc thành tỉnh Vĩnh Phú; theo cách đặt của Chủ tịch Hồ Chí Minh, tên tỉnh được ghép tên 2 tỉnh là Vĩnh Yên cũ và Phú Thọ. Thành phố Việt Trì trở thành tỉnh lỵ của Vĩnh Phú.
Ngày 5 tháng 7 năm 1977:
- Hợp nhất huyện Tam Nông với huyện Thanh Thủy thành huyện Tam Thanh.
- Hợp nhất huyện Yên Lập, huyện Cẩm Khê và 10 xã của huyện Hạ Hòa thành huyện Sông Thao.
- Hợp nhất ba huyện Đoan Hùng, Thanh Ba, Hạ Hòa (trừ 10 xã đã chuyển về huyện Sông Thao) và 7 xã của huyện Phù Ninh thành huyện Sông Lô.
- Hợp nhất huyện Lâm Thao với huyện Phù Ninh (trừ 7 xã đã chuyển về huyện Sông Lô) thành huyện Phong Châu.

Ngày 22 tháng 12 năm 1980, chia huyện Sông Thao thành 2 huyện Yên Lập và Sông Thao, chia huyện Sông Lô thành 2 huyện Đoan Hùng và Thanh Hòa, chuyển 4 xã thuộc huyện Sông Lô vừa giải thể về huyện Phong Châu.
Ngày 7 tháng 10 năm 1995, chia lại huyện Thanh Hòa thành 2 huyện Thanh Ba và Hạ Hòa, chuyển 10 xã thuộc huyện Sông Thao về huyện Hạ Hòa.
Kỳ họp thứ 10 Quốc hội khóa IX đã thông qua nghị quyết (ngày 26 tháng 11 năm 1996) về việc chia và điều chỉnh địa giới hành chính một số tỉnh, trong đó có việc tái lập tỉnh Vĩnh Phúc và tỉnh Phú Thọ. Tỉnh Phú Thọ chính thức được tái lập và đi vào hoạt động từ ngày 1 tháng 1 năm 1997, ngay năm sau Phú Thọ được công nhận là tỉnh miền núi.
Khi tách ra, tỉnh Phú Thọ có diện tích 3.465,12 km², dân số 1.261.949 người, gồm 10 đơn vị hành chính cấp huyện: thành phố Việt Trì (tỉnh lỵ), thị xã Phú Thọ và 8 huyện: Đoan Hùng, Hạ Hòa, Phong Châu, Sông Thao, Tam Thanh, Thanh Ba, Thanh Sơn, Yên Lập.
Ngày 24 tháng 7 năm 1999, huyện Phong Châu chia lại thành hai huyện Phù Ninh và Lâm Thao; huyện Tam Thanh chia lại thành hai huyện Tam Nông và Thanh Thủy.
Ngày 8 tháng 4 năm 2002, đổi lại tên huyện Sông Thao thành huyện Cẩm Khê.
Tại nghị định số 61/2007/NĐ-CP ngày 9 tháng 4 năm 2007 của chính phủ nước Cộng hòa Xã hội chủ nghĩa Việt Nam, huyện Thanh Sơn được tách thành 2 huyện: Thanh Sơn và Tân Sơn.
Ngày 12 tháng 6 năm 2025, Quốc hội ban hành Nghị quyết số 202/2025/QH15 về việc sắp xếp đơn vị hành chính cấp tỉnh (nghị quyết có hiệu lực từ ngày 12 tháng 6 năm 2025). Theo đó, sáp nhập tỉnh Hòa Bình và tỉnh Vĩnh Phúc vào tỉnh Phú Thọ.
Sau khi sáp nhập, tỉnh Phú Thọ có 9.361,38 km² diện tích tự nhiên và quy mô dân số là 4.022.638 người.

## Hành chính
Tỉnh Phú Thọ có 148 đơn vị hành chính cấp xã, bao gồm 15 phường và 133 xã.
| Tên         | Diện tích (km²) | Dân số (người) |
| ----------- | --------------- | -------------- |
| Phường (15) |                 |                |
| Âu Cơ       | 12,51           | 18.951         |
| Hòa Bình    | 39,32           | 78.605         |
| Kỳ Sơn      | 115,70          | 20.319         |
| Nông Trang  | 15,89           | 57.770         |
| Phong Châu  | 29,61           | 32.519         |
| Phú Thọ     | 23,07           | 27.957         |
| Phúc Yên    | 23,40           | 63.954         |
| Tân Hòa     | 57,00           | 14.316         |
| Thanh Miếu  | 19,57           | 58.548         |
| Thống Nhất  | 55,21           | 22.897         |
| Vân Phú     | 26,26           | 37.450         |
| Việt Trì    | 25,83           | 73.006         |
| Vĩnh Phúc   | 25,30           | 78.371         |
| Vĩnh Yên    | 25,00           | 56.428         |
| Xuân Hòa    | 96,00           | 55.237         |
| Xã (133)    |                 |                |
| An Bình     | 127,40          | 18.952         |
| An Nghĩa    | 95,73           | 27.556         |
| Bản Nguyên  | 28,29           | 33.667         |
| Bao La      | 104,26          | 12.409         |
| Bằng Luân   | 59,77           | 16.932         |
| Bình Nguyên | 30,60           | 46.425         |
| Bình Phú    | 28,28           | 29.649         |
| Bình Tuyền  | 58,50           | 29.926         |
| Bình Xuyên  | 29,50           | 32.534         |
| Cao Dương   | 113,37          | 36.783         |
| Cao Phong   | 77,77           | 20.372         |
| Cao Sơn     | 124,93          | 8.872          |
| Cẩm Khê     | 50,44           | 47.059         |
| Chân Mộng   | 89,85           | 38.565         |
| Chí Đám     | 49,36           | 28.005         |
| Chí Tiên    | 23,75           | 18.550         |
| Cự Đồng     | 45,77           | 14.988         |
| Dân Chủ     | 28,85           | 18.568         |
| Dũng Tiến   | 101,10          | 20.000         |
| Đà Bắc      | 136,80          | 19.834         |
| Đại Đình    | 44,00           | 20.551         |

| Tên         | Diện tích (km²) | Dân số (người) |
| ----------- | --------------- | -------------- |
| Đại Đồng    | 81,37           | 24.353         |
| Đan Thượng  | 84,15           | 28.838         |
| Đạo Trù     | 83,80           | 24.759         |
| Đào Xá      | 45,53           | 32.156         |
| Đoan Hùng   | 44,80           | 30.509         |
| Đồng Lương  | 36,33           | 15.904         |
| Đông Thành  | 32,25           | 20.383         |
| Đức Nhàn    | 107,60          | 7.389          |
| Hạ Hòa      | 41,23           | 21,779         |
| Hải Lựu     | 38,80           | 30.098         |
| Hiền Lương  | 81,39           | 22.337         |
| Hiền Quan   | 31,38           | 27.476         |
| Hoàng An    | 20,80           | 26.000         |
| Hoàng Cương | 39,51           | 27.890         |
| Hội Thịnh   | 25,10           | 37.115         |
| Hợp Kim     | 86,28           | 21.033         |
| Hợp Lý      | 34,10           | 19.611         |
| Hùng Việt   | 32,77           | 22.935         |
| Hương Cần   | 81,30           | 17.900         |
| Hy Cương    | 23,95           | 22.693         |
| Khả Cửu     | 148,48          | 13.149         |
| Kim Bôi     | 64,57           | 35.915         |
| Lạc Lương   | 130,40          | 25.289         |
| Lạc Sơn     | 58,10           | 27.500         |
| Lạc Thủy    | 90,70           | 24.529         |
| Lai Đồng    | 108,45          | 16.321         |
| Lâm Thao    | 15,45           | 31.321         |
| Lập Thạch   | 39,10           | 34.604         |
| Liên Châu   | 26,00           | 35.029         |
| Liên Hòa    | 18,80           | 19.257         |
| Liên Minh   | 20,98           | 23.443         |
| Liên Sơn    | 120,21          | 31.695         |
| Long Cốc    | 67,09           | 8.708          |
| Lương Sơn   | 122,14          | 45.522         |
| Mai Châu    | 147,74          | 19.143         |
| Mai Hạ      | 71,87           | 10.317         |
| Minh Đài    | 84,74           | 24.209         |
| Minh Hòa    | 68,44           | 16.425         |

| Tên           | Diện tích (km²) | Dân số (người) |
| ------------- | --------------- | -------------- |
| Mường Bi      | 94,79           | 20.931         |
| Mường Động    | 144,68          | 26.092         |
| Mường Hoa     | 104,54          | 8.563          |
| Mường Thàng   | 91,58           | 19.883         |
| Mường Vang    | 69,80           | 20.853         |
| Nật Sơn       | 154,66          | 28.940         |
| Ngọc Sơn      | 114,63          | 8.981          |
| Nguyệt Đức    | 19,00           | 34.166         |
| Nhân Nghĩa    | 81,37           | 19.456         |
| Pà Cò         | 115,76          | 11.334         |
| Phú Khê       | 37,11           | 25.630         |
| Phú Mỹ        | 27,36           | 15.460         |
| Phù Ninh      | 39,28           | 45.037         |
| Phùng Nguyên  | 30,57           | 41.046         |
| Quảng Yên     | 39,58           | 15.056         |
| Quy Đức       | 146,98          | 9.462          |
| Quyết Thắng   | 59,70           | 22,746         |
| Sông Lô       | 33,40           | 34.291         |
| Sơn Đông      | 26,70           | 36.076         |
| Sơn Lương     | 96,92           | 23.365         |
| Tam Dương     | 44,30           | 47.936         |
| Tam Dương Bắc | 45,80           | 37.284         |
| Tam Đảo       | 79,20           | 34.772         |
| Tam Hồng      | 22,60           | 40.224         |
| Tam Nông      | 28,25           | 26.412         |
| Tam Sơn       | 33,10           | 25.668         |
| Tân Lạc       | 139,90          | 42.031         |
| Tân Mai       | 130,71          | 7.924          |
| Tân Pheo      | 139,38          | 10.528         |
| Tân Sơn       | 118,21          | 18.246         |
| Tây Cốc       | 59,07           | 21.227         |
| Tề Lỗ         | 18,30           | 37.232         |
| Thái Hòa      | 29,00           | 23.943         |
| Thanh Ba      | 38.60           | 30.014         |
| Thanh Sơn     | 84,55           | 38.776         |
| Thanh Thủy    | 31,08           | 27.678         |
| Thịnh Minh    | 89,22           | 19.198         |
| Thọ Văn       | 43,54           | 15.281         |

| Tên         | Diện tích (km²) | Dân số (người) |
| ----------- | --------------- | -------------- |
| Thổ Tang    | 21,30           | 43.208         |
| Thu Cúc     | 100,51          | 11.313         |
| Thung Nai   | 86,34           | 10.600         |
| Thượng Cốc  | 58,37           | 18.430         |
| Thượng Long | 60,36           | 16.108         |
| Tiên Lữ     | 31.80           | 32.710         |
| Tiên Lương  | 54,55           | 38.028         |
| Tiền Phong  | 116,31          | 5.246          |
| Toàn Thắng  | 71,10           | 15.427         |
| Trạm Thản   | 32,60           | 16.138         |
| Trung Sơn   | 97,29           | 6.028          |
| Tu Vũ       | 49,07           | 41.564         |
| Vạn Xuân    | 52,43           | 31.353         |
| Văn Lang    | 54,06           | 17.949         |
| Văn Miếu    | 89,11           | 18.752         |
| Vân Bán     | 22,72           | 15,904         |
| Vân Sơn     | 120,53          | 9.197          |
| Vĩnh An     | 21,40           | 32.883         |
| Vĩnh Chân   | 27,12           | 17.173         |
| Vĩnh Hưng   | 18,70           | 38.821         |
| Vĩnh Phú    | 34,60           | 49.755         |
| Vĩnh Thành  | 22.00           | 35.020         |
| Vĩnh Tường  | 26,20           | 47.315         |
| Võ Miếu     | 96,36           | 28.853         |
| Xuân Đài    | 209,60          | 15.073         |
| Xuân Lãng   | 29.90           | 48.186         |
| Xuân Lũng   | 24,03           | 20.604         |
| Xuân Viên   | 46,19           | 14.428         |
| Yên Kỳ      | 53,58           | 20.973         |
| Yên Lạc     | 21,70           | 39.730         |
| Yên Lãng    | 38,20           | 18.459         |
| Yên Lập     | 69,05           | 29.678         |
| Yên Phú     | 63,70           | 19.850         |
| Yên Sơn     | 75,52           | 16.064         |
| Yên Thủy    | 76,19           | 24.012         |
| Yên Trị     | 81,97           | 27.005         |

## Điều kiện tự nhiên

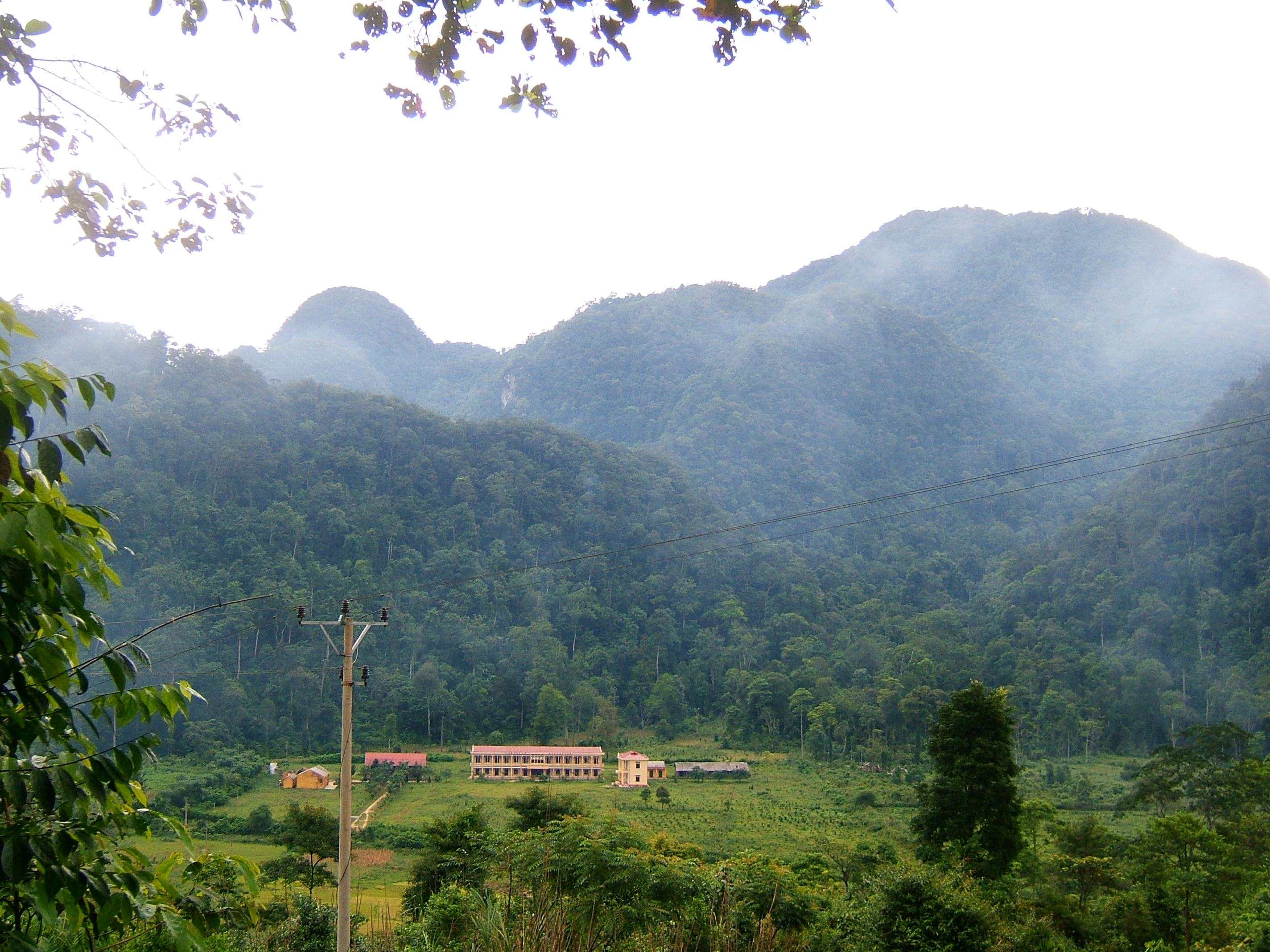
Địa hình núi đá vôi tại Vườn quốc gia Xuân Sơn, Phú Thọ

### Diện tích
Tổng diện tích tự nhiên toàn tỉnh 9.361.38 km², chiếm khoảng 2.86% diện tích đất liền cả nước.

### Khí hậu
Phú Thọ nằm trong vùng khí hậu cận nhiệt đới ẩm, có một mùa đông khô và lạnh. Nhìn chung khí hậu của Phú Thọ thuận lợi cho việc phát triển cây trồng, vật nuôi đa dạng
- Lượng mưa trung bình hàng năm trên toàn tỉnh là 1600 – 2000 mm/năm.
- Nhiệt độ trung bình các ngày trong năm là 23,4 °C.
- Số giờ nắng trong năm: 1600 – 1750 giờ/ năm.[16]
- Độ ẩm tương đối trung bình hàng ngày là 85%.

### Địa hình
Phú Thọ là tỉnh miền núi, trung du nên địa hình bị chia cắt, được chia thành các tiểu vùng chủ yếu.
- Tiểu vùng phía Tây và Tây Nam hay hữu ngạn sông Hồng gồm các huyện: Thanh Sơn, Tân Sơn, Yên Lập, Tam Nông, Thanh Thủy, Cẩm Khê và một phần của Hạ Hòa có diện tích tự nhiên gần 2.400km2, bằng 67,94% diện tích tự nhiên toàn tỉnh; độ cao trung bình so với mặt nước biển từ 200 - 500m. Đây là tiểu vùng có những lợi thế phát triển chủ yếu như: trồng cây ôn đới, cây công nghiệp ngắn ngày và dài ngày, cây lâm nghiệp, chăn nuôi đại gia súc, khai thác khoáng sản, du lịch sinh thái, nghỉ dưỡng... Tuy nhiên, tiểu vùng này có nhiều khó khăn về giao thông và dân trí còn thấp nên việc khai thác tiềm năng nông, lâm, khoáng sản... để phát triển kinh tế - xã hội còn hạn chế.
- Tiểu vùng Đông Bắc hay tả ngạn sông Hồng gồm thành phố Việt Trì, thị xã Phú Thọ và các huyện: Lâm Thao, Phù Ninh, Thanh Ba, Đoan Hùng và phần còn lại của Hạ Hòa, có diện tích tự nhiên 1.132,5km2, bằng 32,06% diện tích tự nhiên toàn tỉnh. Địa hình đặc trưng của tiểu vùng này là các đồi gò thấp, phát triển trên phù sa cổ (bình quân 50 - 200m) xen kẽ với những dộc ruộng và những cánh đồng bằng ven sông. Đây là vùng tương đối thuận lợi cho phát triển cây công nghiệp, cây ăn quả, sản xuất lương thực, nuôi trồng thủy sản và chăn nuôi. Một số khu vực tập trung những đồi gò thấp tương đối bằng phẳng (tập trung chủ yếu ở vùng Đông Nam của tỉnh) thuận lợi cho phát triển các khu công nghiệp, cụm công nghiệp và phát triển các hạ tầng kinh tế - xã hội khác.

Thành phố Việt Trì là điểm đầu của tam giác châu Bắc Bộ. Vùng núi chiếm 79% diện tích tự nhiên toàn tỉnh; vùng trung du chiếm 14,35% diện tích; vùng đồng bằng chiếm 6,65% diện tích. Điểm cao nhất có độ cao 1.200m so với mực nước biển, điểm thấp nhất cao 30m; độ cao trung bình là 250m so với mực nước biển.

### Sông ngòi

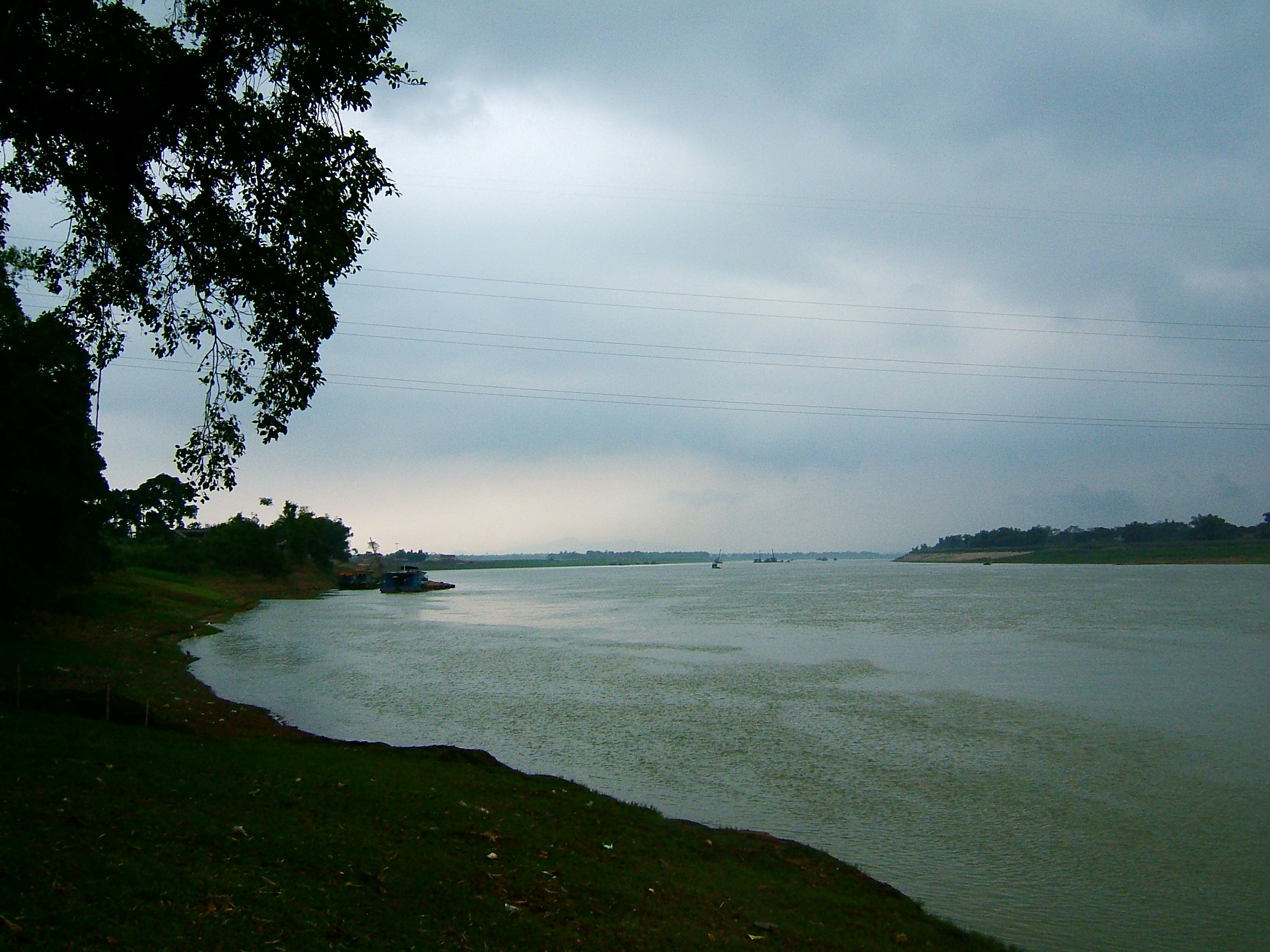
Đoạn sông Lô chảy qua địa phận Việt Trì, Phú Thọ

Phú Thọ có ba con sông lớn chảy qua: sông Hồng (đoạn từ Lao Cai đến Việt Trì được gọi là sông Thao), sông Lô và sông Đà, chúng hợp lại với nhau ở Thành phố Việt Trì (trên thực tế thì đoạn sông Đà giao với sông Hồng cách chỗ hợp lưu sông Lô và sông Hồng 12 km). Chính vì thế mà đây được gọi là "ngã ba sông". Tương truyền tại nơi giao của ba dòng nước này luôn mang lại may mắn vì vậy nơi đây thường tập trung những người đến lấy nước để cầu may khi dựng nhà, động thổ... Xuất hiện nghề lấy nước bán...
Ngoài ra, Phú Thọ còn có một vài con sông ngòi nhỏ:
Là phụ lưu của sông Lô như sông Chảy (từ hồ hồ Thác Bà đến ngã ba Đoan Hùng), ngòi Chanh (Phù Ninh, Việt Trì), Sông Đồng Y, Suối Vai, Suối Nhà Dao, Suối Hố Nứa, Ngòi Rượm, Ngòi Dầu (Đoan Hùng, Phù Ninh), Ngòi Tế (Đoan Hùng)...
Là phụ lưu của sông Chảy như Ngòi Ham, Ngòi Nga, Ngòi Duỗn (Đoan Hùng)...
Là phụ lưu của sông Thao như sông Bứa (hay Ngòi Bứa, bắt nguồn từ Sơn La và hợp lưu với Sông Thao ở vùng giáp ranh Tam Nông và Cẩm Khê), sông Mùa, sông Dân, sông Diên, Ngòi Lạt, suối Cái (Thanh Sơn); Ngòi Me, Sông Cầu Tây, Khe Con Rùa, Ngòi Rành, Ngòi Cỏ (Cẩm Khê), Ngòi Vân, Ngòi Sen, Ngòi Lửa (hay Lửa Việt), Ngòi Mỹ, Ngòi Quê, Ngòi Chán, Suối Rích, Suối Ngay, Suối Khe Ngọt, Ngòi Lao (Hạ Hòa), ngòi Me, ngòi Cỏ, Ngòi Giành (hay Ngoài Giam ở Yên Lập, Hạ Hòa), ngòi Mạn Lạn (Thanh Ba)...
Là phụ lưu của sông Bứa như Sông Gôm, Sông Cô Sơn, Sông Mứa, Sông Min, Sông Giày, Ngòi Sài, Ngòi Min, Suối Dài, Suối Ngầu, Suối Thông, Suối Dân, Suối Nước Thang, Suối Dụ, Suối Chiềng, Suối Ràm, Suối Vuỗng, Suối Xuân, Suối Min, Suối Cúc, Suối Sung, Suối Quả, Suối Đáy, Suối Sạn, Suối Cú, Suối Tấm, Suối Giát, Suối Lê, Suối Chiêu, Suối Buông (Tân Sơn), Sông Dân, Sông Giân (hay Sông Diên), Ngòi Yên, Suối Chát, Suối Khoa, Suối Lánh, Suối Khánh, Suối Giân, Suối Chỏi, Suối Sinh, Suối Giàu, Suối Dạn, Suối Xé, Suối Gân, Suối Chôm, Suối Thân, Ngòi Kết, Suối Măng, Suối Khắc, Suối Tháng, Suối Giùng (Thanh Sơn), Suối Dọc, Suối Liệm, Suối Bớt, Suối Lèn, Suối Trong Vung, Suối Dè, Suối Thứ (Tân Sơn, Thanh Sơn), Sông Cây Ngõa, Suối Dầu Dương (Tam Nông)...
Là phụ lưu của sông Đà như Ngòi Lạt, Suối Quất, Suối Cái, Suối Vui, Suối Cháu, Suối Khoang Xanh, Suối Vai Chót, Suối Đá Mài (Thanh Sơn), Ngòi Xem, Ngòi Tre, Ngòi Tu Vũ, Ngòi Cái, Suối Sương (Thanh Thủy)...
Hệ thống sông ngòi đa dạng và phong phú khiến Phú Thọ có nhiều hồ, đầm lớn trong đó tập trung nhất ở khu vực Hạ Hòa, Cẩm Khê, Tam Nông dọc theo lưu vực sông Thao. Nhiều hồ, đầm lớn như: Hồ Đồng Phai, Hồ Hiền Lương, Hồ Bến Thẩn, Hồ Láng Thượng, Hồ Chính Công, Hồ Đầm Trắng, Hồ Đồng Máng, Hồ Đồng Đào, Hồ Phùng Thịnh, Hồ Liên Phương, Hồ Thanh Ba, Đầm Chiêm, Đầm Cây Si, Đầm Ao Châu, Đầm Meo, Đầm Lang Trì, Đầm Đung, Đầm Láng (Hạ Hòa), Hồ Ngả Hai, Hồ Nưa, Hồ Vực Sy, Hồ Thụy Liễu, Hồ Đồng Mèn, Đầm Cây Si, Đầm Chiêm, Đầm Mùn, Đầm Trắng, Đầm Phai Lớn, Đầm Sảy, Đầm Si, Đầm Trắng, hồ Đồng Đào (Cẩm Khê), Hồ Độc Giang (Yên Lập), Hồ Lạc Lang, Hồ Đầm Cả, (Việt Trì), Hồ Liên Phương (Đoan Hùng), Đầm Vang, Đầm Cả (Phù Ninh), Đầm Câu Cá, Đầm Thọ Sơn, Đầm Ngoài, Đầm Trong, Đầm Đức Phong, Đầm Lại Đăm, Đầm Cùng (Tam Nông)...

### Hạ tầng
Đường bộ có quốc lộ 2, quốc lộ 32, quốc lộ 70 đi qua. Đường cao tốc Nội Bài – Lào Cai đi qua 7 huyện thị: thành phố Việt Trì, Phù Ninh, Lâm Thao, thị xã Phú Thọ, Thanh Ba, Cẩm Khê, Hạ Hòa. Đường cao tốc Bắc – Nam phía Tây đi qua 6 huyện thị: Đoan Hùng, Phù Ninh, Thanh Ba, thị xã Phú Thọ, Tam Nông, Thanh Thủy. Đường sắt có tuyến đường sắt Hà Nội – Lào Cai đi qua 5 huyện thị: thành phố Việt Trì, Lâm Thao, thị xã Phú Thọ, Thanh Ba, Hạ Hòa. Đường thủy có sông Đà, sông Hồng, sông Lô chảy qua.

## Dân số
Theo điều tra dân số ngày 01 tháng 4 năm 2019, Phú Thọ có 1.463.726 người, nam giới có 726.909 người, nữ giới có 736.817 người, với mật độ dân số 373 người/km². Với số dân này Phú Thọ đứng thứ 21 (sau tỉnh Bình Định và trước tỉnh Bắc Ninh) trong 63 tỉnh, thành cả nước. Tổng số hộ gia đình là 402.618 hộ, với trung bình là 3,6 người/hộ (cả nước trung bình là 3,5 người/hộ). Tỷ lệ dân số sống tại nông thôn, vùng núi 81,9% và tại thành thị 18,1%, đây là tỉ lệ thấp hơn nhiều so với trung bình cả nước. Tỉ lệ tăng dân số trung bình giai đoạn từ 2009-2019 là 1,06% (thấp hơn trung bình cả nước là 1,14%). Tỷ lệ đô thị hóa tính đến năm 2022 đạt 23%.
Dân tộc Kinh là thành phần có tỉ lệ lớn nhất trong cơ cấu các thành phần dân tộc ở Phú Thọ. Theo điều tra dân số ngày 1/4/2019, thì cộng đồng người Kinh có 1.214.162 người (chiếm 83%), ngoài ra còn có cộng đồng người Mường, Dao, Sán Chay có số dân tương đối đông đảo.
Tính đến ngày 1 tháng 4 năm 2019, toàn tỉnh có 9 tôn giáo khác nhau đạt 155.114 người, nhiều nhất là Công giáo có 130.193 người, tiếp theo là Phật giáo có 24.790 người. Còn lại các tôn giáo khác như đạo Tin Lành có 92 người, Hồi giáo có 31 người, đạo Cao Đài có ba người, Phật giáo Hòa Hảo có hai người, Tứ Ân Hiếu Nghĩa, Baha'i giáo và Bà La Môn mỗi tôn giáo chỉ có một người.

## Văn hóa
- Đền Hùng là khu di tích gồm đền Hạ, Gác chuông, chùa Thiên Quang, đền Trung, đền Thượng, lăng vua Hùng thứ 6, đền Giếng. Lễ hội chính hàng năm vào ngày 10-3 âm lịch.
- Đền Âu Cơ (Hiền Lương, Hạ Hòa). Gắn liền với truyền thuyết Lạc Long Quân và Âu Cơ. Trong đền có tượng mẹ Âu Cơ (tổ Mẫu của cộng đồng người Việt) đặt ở vị trí trang trọng. Lễ hội đền hàng năm được tổ chức vào ngày mùng 7 tháng Giêng âm lịch.
- Chùa Xuân Lũng (xã Xuân Lũng, Lâm Thao). Chưa xác định chính xác chùa được xây dựng vào năm nào. Khoảng thời Lý - Trần chùa đã được trùng tu nhiều lần. Di tích còn lại hiện nay ở chùa là một bia đá có chiều ngang 3,2 mét, rộng 1,23 mét, cao 0,95 mét có niên đại 1377 - 1387 ở chính điện.
- Chùa Phúc Thánh tọa lạc trên núi Ngọc Phúc xã Hương Nộn, Tam Nông chùa do phu nhân thứ năm của vua Lý Thần Tông là Lê Thị Lan Xuân xây dựng vào năm Ất Sửu 1145 (đời vua Lý Anh Tông).  Bà đã tu hành và mất tại đây vào Tân Mão (1171). Trên điện chùa có tượng thờ bà gọi là tượng thánh Mẫu. Mộ bà táng ở phía Tây chùa. Chùa Phúc Thánh là một số ít ngôi chùa thời Lý còn lại đến nay với nhiều chi tiết kiến trúc cổ trên chất liệu gỗ quý.
- Hội đánh cá thờ (Kẻ Giáp, Tứ Xã, Lâm Thao) tối 11 rạng 12 tháng 12 âm lịch.
- Hội Cầu tháng Giêng (Đào Xá, Thanh Thủy) có nhiều nghi lễ và nhiều trò vui như múa voi, thổi cơm thi. Lễ hội tổ chức vào ngày 27-28 tháng Giêng.
- Hội Chu Hóa (Chu Hóa, Lâm Thao) ngày 5 tháng Giêng nhằm tưởng nhớ 3 anh em Cả Đông, Nhị Đông, Tam Đông tương truyền là tướng giỏi của vua Hùng Vương thứ 18.
- Hát xoan là loại dân ca lễ nghi của vùng đất tổ. Kiểu thức hát xoan gần giống như hát dậm hay hát dô. Hát xoan theo trình tự quy định gồm phần nghi lễ tôn giáo và phần diễn xướng. Cơ bản là hát lối và ngâm đọc, có thêm hát hội mang tính chất trữ tình với nội dung về tình yêu đôi lứa, giao duyên. Cuộc đời hát là "giã cá" kết thúc quá trình diễn xướng.

## Kinh tế
Phú Thọ là cửa ngõ, trung tâm kinh tế của liên tỉnh phía Bắc, nằm trong vùng đô thị Hà Nội, hành lang kinh tế Côn Minh - Hà Nội - Hải Phòng nên có nhiều lợi thế để phát triển kinh tế. Tổng thu ngân sách trên địa bàn tình năm 2018 ước đạt 6.025 tỷ đồng, xếp thứ 2 trong 14 tỉnh khu vực miền núi, trung du phía Bắc. Tổng vốn đầu tư thực hiện năm 2018 ước đạt 26,6 nghìn tỷ đồng, tăng 15,2% so với cùng kỳ. Tính đến ngày 15/12/2018, toàn tỉnh đã cấp đăng ký thành lập mới cho 767 doanh nghiệp với số vốn đăng ký là 3.769,5 tỷ đồng, tăng 17,6% về số doanh nghiệp nhưng giảm 10,9% về số vốn đăng ký; bình quân vốn đăng ký một doanh nghiệp đạt 4,9 tỷ đồng.
Tổng sản phẩm trên địa bàn tỉnh (GRDP) năm 2018 theo giá so sánh 2010 ước đạt 40.890,4 tỷ đồng, tăng 8,34% so với năm 2017.Phú Thọ là một trong những địa phương có quá trình xây dựng thôn mới đạt nhiều kết quả tích cực nhất trong số các tỉnh trung du và miền núi phía Bắc, tính đến ngày 30/9/2019 đã có 93/247 xã đạt chuẩn nông thôn mới (chiếm 37,7% số xã).
Phú Thọ có 07 khu công nghiệp và gần 30 Cụm công nghiệp với diện tích gần 4.000 ha: KCN Thụy Vân, TP Việt Trì: 323 ha; 2 KCN Trung Hà và Tam Nông huyện Tam Nông: 550 ha; KCN Phú Hà, TX Phú Thọ: 450 ha; KCN Phù Ninh, huyện Phù Ninh: 100 ha; KCN Cẩm Khê, huyện Cẩm Khê: 450 ha; KCN Hạ Hòa, huyện Hạ Hòa: 400 ha. Các KCN đều được kết nối với nút lên xuống của đường cao tốc Hà Nôi - Lào Cai và đường Hồ Chí Minh.

### Lễ hội và địa danh văn hóa
Phú Thọ có nền văn hoá rực rỡ từ lâu đời. Những di chỉ khảo cổ văn hoá Sơn Vi, Đồng Đậu, Làng Cả và nhiều đình, chùa, lăng, tẩm còn lại quanh vùng núi Nghĩa Lĩnh cho thấy đất Phong Châu là một trung tâm văn hoá của dân tộc Việt. Di tích lịch sử quan trọng là đền quốc mẫu Âu Cơ, khu di tích đền Hùng.
Đây là vùng đất có nhiều lễ hội, đáng kể nhất là lễ hội Giỗ tổ Hùng Vương (mùng 10 tháng Ba âm lịch). Các dân tộc ít người cũng có những đặc trưng văn hoá riêng của mình: người Mường có nhiều truyện thơ, ca dao, tục ngữ, hát xéc bùa, hát ví, hát đúm. Người Việt có hát xoan, hát ghẹo... Các lễ hội tiêu biểu trong tỉnh có thể kể đến:
- Lễ hội đền Hùng tổ chức tại Đền Hùng ngày 10 tháng Ba âm lịch, hiện đã được nâng lên thành quốc giỗ.
- Lễ hội Nông Trang ở phường Nông Trang, Việt Trì tôn vinh Đinh Tiên Hoàng Đế
- Lễ hội đền Trù Mật (Văn Lung, Phú Thọ) tôn vinh sứ quân Kiều Thuận
- Hội đền Mẹ Âu Cơ (mùng 7 tháng Giêng hàng năm tại xã Hiền Lương)
- Hội chọi trâu Phù Ninh (12/2 âm lịch - Xã Phù Ninh, huyện Phù Ninh)
- Hội phết Hiền Quan: là một lễ hội của Phú Thọ được tổ chức ở xã Hiền Quan, huyện Tam Nông. Lễ hội diễn ra từ ngày 12 đến 13 tháng Giêng âm lịch hàng năm, tôn vinh hai vị thành hoàng là Thiều Hoa công chúa thời Hai Bà Trưng và Mộc Trang đại vương thời nhà Đinh có công dẹp loạn 12 sứ quân.

Ngoài ra còn nhiều lễ hội khác như: Hội chùa Thắm (5/5 âm lịch - Xã Võ Lao, huyện Thanh Ba); Hội đình Cả ở xã Võ Lao, huyện Thanh Ba suy tôn: Thần Nông, thần Núi, thần Nước; Lễ hội Gia Thanh; Hội Chu Hóa; Lễ Cầu tháng Giêng; Hội đình nghè tổ chức tại xã Văn Lang, huyện Hạ Hòa, vào ngày chính hội mùng 10 tháng giêng hàng năm; Hội đền Nghè ở xã Năng Yên, Thanh Ba vào ngày mùng 7 tháng giêng hàng năm; Hội Đâm Đuống (Tết Doi) ở Xã Thu Cúc, Tân Sơn vào ngày tết (mồng 8 tháng 1 âm lịch) hàng năm,...

### Làng nghề truyền thống
- Xã Sai Nga huyện Cẩm Khê có nghề truyền thống là may nón lá. Đây là loại nón làm từ lá cọ. Trước đây khi nón lá còn thịnh hành tại làng nghề này nhà nào cũng may nón bán nhưng hiện nay khi cuộc sống, nhu cầu đã thay đổi, ít người còn làm.
- Huyện Lâm Thao có làng nghề ủ ấm Sơn Vi, làng nghề chăn nuôi rắn Tứ Xã.
- Làng làm bún Hùng Lô (xã Hùng Lô - TP. Việt Trì) đã được UBND tỉnh công nhận là làng nghề truyền thống.
- Xã Tùng Khê huyện Cẩm Khê có nghề truyền thống là đan thúng, người dân trong xã đều biết đan thúng. Những đứa trẻ học lớp 1, lớp 2 cũng ngồi đan Thúng giúp gia đình trong những khi ở nhà. Cứ mỗi ngày mồng 1, 6, 11, 16, 21, 26 âm lịch hàng tháng xã lại hội họp chợ mua bán trao đổi Thúng diễn ra vào 2 đến 5h30 sáng mùa hè và từ 4h đến 6h30 vào mùa đông.
- Xã Lâm Lợi Huyện Hạ Hòa có làng nghề làm bánh cuốn nóng gia truyền, hiện nay trong xã có khoảng 300 cửa hàng kinh doanh ở khắp các tỉnh phía Bắc với khoảng 700 lao động trong xã thu nhập trung bình khoảng 10 triệu/người/tháng.
- Làng cá chép đỏ thôn Thủy Trầm xã Tuy Lộc. Cứ mỗi năm vào dịp Tết ông Táo, làng cung cấp trên dưới 40 tấn cá chép đỏ cho nhân dân khắp cả nước. Đây được ví như vựa cá chép đỏ lớn nhất miền Bắc.

### Phong tục
Sau khi uống xong một chén rượu hay một cốc bia người dân Phú Thọ nói riêng và một số tỉnh miền tây bắc nói chung (Vĩnh Phúc, Yên Bái, Lào Cai) thường bắt tay, thể hiện tình cảm và sự trân trọng với nhau.

## Giáo dục

### Các trường đại học
- Trường Đại học Hùng Vương (Đ. Nguyễn Tất Thành - P. Nông Trang - TP. Việt Trì)
- Trường Đại học Công nghiệp Việt Trì (Cơ sở 1: QL 32C - X. Tiên Kiên - H. Lâm Thao; Cơ sở 2: P. Tiên Sơn - P. Tiên Cát - TP. Việt Trì)

### Các trường cao đẳng
- Cao đẳng Công nghiệp Thực phẩm (Đ. Nguyễn Tất Thành - Phường Tân Dân - TP. Việt Trì)
- Cao đẳng Dược Fushico (Đ. Hùng Vương - Phường Gia Cẩm - TP. Việt Trì)
- Cao đẳng Nghề Phú Thọ (Đ. Hùng Vương - Phường Vân Phú - TP. Việt Trì)
- Cao đẳng nghề công nghệ Giấy và cơ điện (Đ. Nội Thị - TT. Phong Châu - H. Phù Ninh)
- Cao đẳng nghề Cơ điện Phú Thọ (K. 5 - TT. Thanh Ba - H. Thanh Ba)
- Cao đẳng nghề Nông nghiệp và PTNT Phú Thọ (TT. Thanh Ba - H. Thanh Ba)
- Cao đẳng nghề Công nghệ và Nông lâm Phú Thọ (X. Hà Lộc - TX. Phú Thọ)
- Cao đẳng Công nghiệp quốc phòng (Cơ sở 1: P. Thanh Vinh - TX. Phú Thọ)
- Cao đẳng Y tế Phú Thọ (P. Cao Bang - P. Trường Thịnh - TX. Phú Thọ)
- Cao đẳng công nghiệp Hóa chất (QL 32C - TT. Hùng Sơn - H. Lâm Thao)

## Ẩm thực

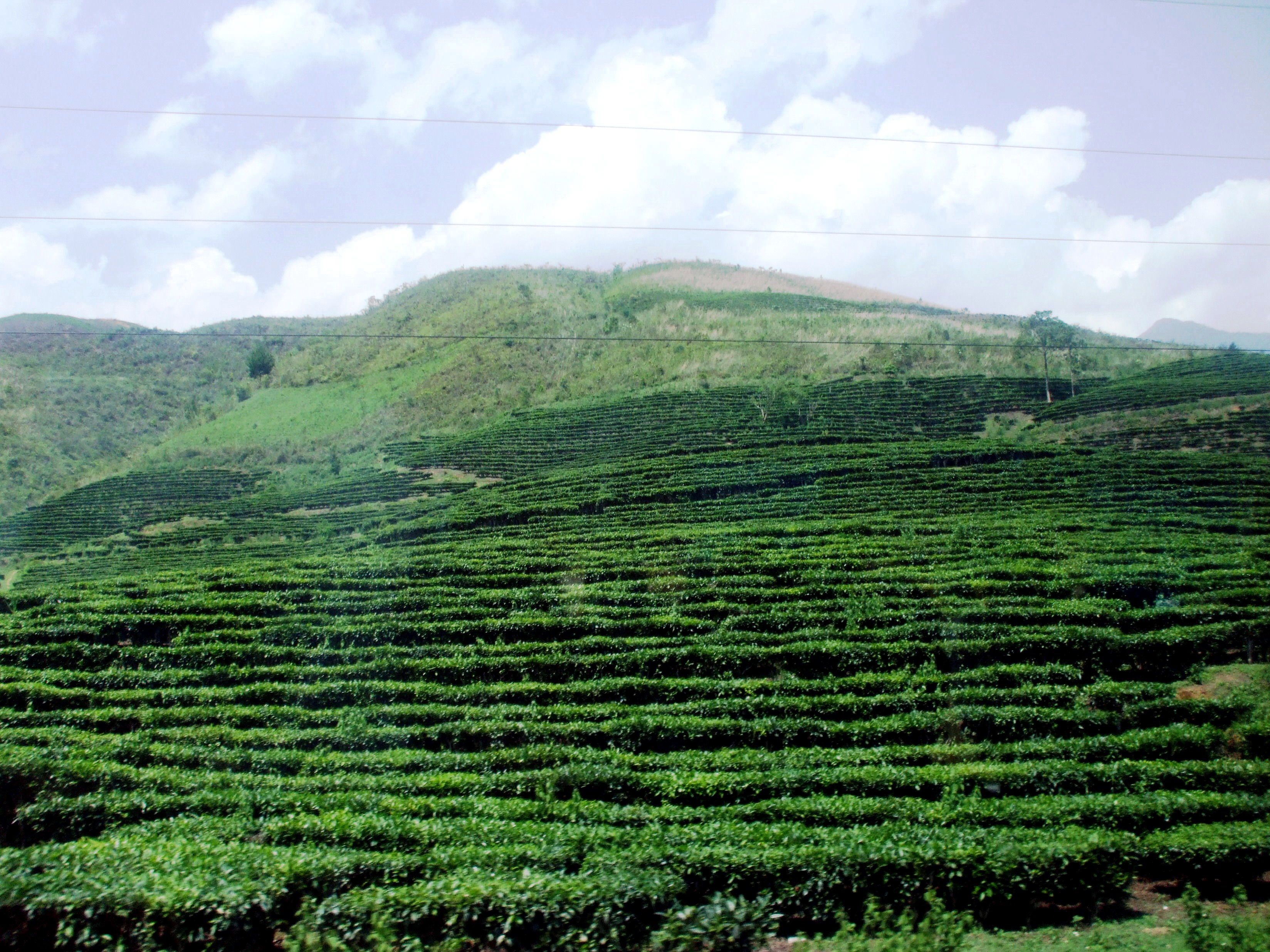
Đồi chè (trà) ở Phú Thọ

Phú Thọ có một số sản vật địa phương khá đặc biệt:
- Hoa quả: tại Đoan Hùng có bưởi Đoan Hùng (xưa còn gọi là bưởi Phủ Đoan với các giống bưởi Bằng Luân, bưởi Pôlênô (lai Mỹ), bưởi Lã Hoàng, bưởi Sửu, bưởi Chí Đám là ngon nhất, hầu hết đều có tép nhỏ, quả nhỏ, vỏ héo mềm, mọng nước ngọt và mát, là đặc sản bưởi vùng trung du Bắc Bộ. Tại Phường Tiên Cát - TP. Việt Trì có hồng Hạc (hay còn gọi là hồng Hạc Trì), là loại hồng không hạt quả to, mình vuông, tròn bằng, cát mịn và ăn giòn ngọt, xưa được coi như sản vật quý hiếm, xếp đứng đầu trong hàng ngũ hoa quả quý dùng để tiến vua. Hiện nay ở Thành phố Việt Trì chỉ còn duy nhất một cây hồng Hạc Trì cổ thụ[21].
- Sản vật trung du: vùng đất rừng cọ đồi chè Phú Thọ sản sinh những đặc sản địa phương bao gồm chè (chè búp, lá chè tươi và hạt chè nấu nước chè xanh). Quả cọ: dầu cọ chiết xuất từ thịt quả, rau giá ủ mầm từ hạt cọ. Sắn: lá sắn non muối dưa chua sau đó nấu canh (với tép sông hoặc với cá nhỏ).
- Cá: với sông Hồng, sông Lô cùng một hệ thống nhiều suối, ẩm thực Phú Thọ có những loại cá nước ngọt đặc sản, trong đó có những loại cá quý hiếm như cá Anh Vũ xưa chỉ có ở vùng ngã ba sông Bạch Hạc, Việt Trì. Đây là loại cá sống ở đáy sông, ăn rêu đá, suốt mùa xuân hè ẩn trong hang và chỉ sang mùa thu đông mới ra ngoài, thời phong kiến thường dùng tiến vua. Trên sông Lô, sông Thao còn đánh bắt được nhiều cá lăng, và tại Việt Trì, dọc bờ sông có rất nhiều quán sử dụng loại cá da trơn đánh bắt tại chỗ này để làm các món ăn như chả cá, lẩu cá, cá hấp, cá nướng. Tại vùng sông Thao huyện Thanh Ba có cá cháy, một loại cá có hai buồng trứng to và rất ngon.
- Thịt động vật: các món thịt chó Việt Trì và thịt chua làm từ thịt lợn lên men bằng thính gạo tại huyện Thanh Sơn là những món ăn được biết đến không chỉ trong tỉnh.
- Rau: có thể kể đến rêu đá tại huyện Thanh Sơn làm từ các loại rêu vớt dưới suối, tẩm ướp và nướng. Bên cạnh đó là rau sắng, đặc sản của Vườn quốc gia Xuân Sơn, huyện Tân Sơn.
- Bánh: ẩm thực Phú Thọ có món bánh tai dân dã nhưng không kém phần đặc sắc. Đây là loại bánh có từ xa xưa với tên gọi bánh Hòn. Bánh tai có hình thù giống cái tai, là thứ bánh bột gạo tẻ, nhân thịt lợn ướp hành, dễ làm, là món ăn hòa quyện của các vị dẻo, giòn, bùi, ngọt, béo ngậy và thơm. Bánh tai có thể ăn thay cơm tẻ trên các mâm cỗ cưới, cỗ tết, đem bán hoặc làm quà biếu như một loại đặc sản địa phương.
- Cơm: tại các vùng núi phía bắc tỉnh thịnh hành món cơm lam làm từ gạo nếp nương, đặc biệt là món xôi cọ là loại xôi được đồ từ gạo nếp trộn với thịt quả cọ đã được om chín.

### Danh sách ẩm thực
Các đặc sản, ẩm thực địa phương ở Phú Thọ như: thịt chua Thanh Sơn, nếp gà gáy Mỹ Lung, cá thính Tử Đà, bánh nẳng làng Dòng, chè lam đền Hùng, rau dớn Xuân Sơn, cuốn cão làng Sỏi, thịt lợn lửng, rau sắn, măng sặt Ấm Hạ, bánh khúc Việt Trì, thịt nộm nâu người Mường, hồng Gia Thanh, mì gạo Hùng Lô, hạt dổi Xuân Sơn, bánh tai hòn Phú Thọ, quế Yên Lập, xôi cọ, tương làng Bợ, mục hoa chuối Tân Sơn, chè búp khô, chè xanh, cơm nắm lá cọ Phù Ninh, khoai tầng vàng Tân Sơn, cá sỉnh Ngòi Lao, rượu hoẵng người Dao Thanh Sơn, nhộng tằm lá sắn Đồng Lương, cơm lam người Mường, cọ ỏm, kẹo lạc Việt Trì, bưởi Đoan Hùng, bánh củ mài đền Hùng, rau đắng cảy, tương Dục Mỹ, rau đồ người Mường Thanh Sơn, bánh cuốn Lâm Lợi, nhộng cọ, cá lăng, gà chín cựa Xuân Sơn, đu đủ Tam Nông, thịt chó Việt Trì, bánh chưng làng Xốm, xôi ngũ sắc Tân Sơn, bánh tẻ mật Đào Xá, vịt lam Xuân Sơn, bún tươi xóm Chùa, bánh sắn Phù Ninh, rêu đá Tân Sơn, chè san tuyết Xuân Sơn, trám om kho cá, bánh trứng kiến người Mường, xáo chuối Cao Xá, bánh tẻ Hà Thạch.